# 2014年ソチオリンピックのカザフスタン選手団
2014年ソチオリンピックのカザフスタン選手団（2014ねんソチオリンピックのカザフスタンせんしゅだん）は、2014年2月7日から23日までロシアのソチで開催された2014年ソチオリンピックのカザフスタン選手団、およびその競技結果。

## 概要
今大会は銅メダル1個のみであった。
フィギュアスケート男子シングルでデニス・テンが銅メダルを獲得し、カザフスタン史上初のフィギュアスケート競技メダル獲得者となった。

## メダル
| メダル | 選手名       | 競技               | 種目         |
| ------ | ------------ | ------------------ | ------------ |
| 銅     | デニス・テン | フィギュアスケート | 男子シングル |